# Lourdes Domínguez
Lourdes Domínguez Lino (Pontevedra, 31 de marzo de 1981) es una extenista profesional española. Actualmente ejerce como entrenadora de tenis.
Ha ganado 2 títulos individuales del circuito profesional WTA y 6 en dobles. Además ha ganado 14 títulos individuales del circuito ITF y 33 en dobles.
Ha sido la primera gallega en ganar un torneo de la WTA y en clasificarse, primero entre las 100 mejores jugadoras de tenis del mundo y, después entre las 50. También ha sido la primera gallega en lograr el pase a la 3ª ronda de un Grand Slam, algo que ha conseguido en dos ocasiones en Roland Garros: 2005 y 2009.
.

## Títulos (8; 2+6)

### Individuales (2)
| Leyenda: Antes de 2009     | Leyenda: A partir de 2009 |
| -------------------------- | ------------------------- |
| Grand Slam (0)             |                           |
| Juegos Olímpicos (0)       |                           |
| WTA Tour Championships (0) |                           |
| Tier I (0)                 | Premier Mandatory (0)     |
| Tier II (0)                | Premier 5 (0)             |
| Tier III (0)               | Premier (0)               |
| Tier IV & V (1)            | International (1)         |

| N.º | Fecha                 | Torneo | Superficie    | Oponente en la final | Resultado    |
| --- | --------------------- | ------ | ------------- | -------------------- | ------------ |
| 1.  | 26 de febrero de 2006 | Bogotá | Tierra batida | Flavia Pennetta      | 7-6(3) 6-4   |
| 2.  | 20 de febrero de 2011 | Bogotá | Tierra batida | Mathilde Johansson   | 2-6, 6-3 6-2 |

### Finalista en individuales (3)
- 2005: Bogotá (pierde ante Flavia Pennetta).
- 2006: Budapest (pierde ante Anna Smashnova).
- 2013: Marrakech (pierde ante Francesca Schiavone).

### Clasificación en torneos del Grand Slam
| Torneo                 | 2014 | 2013 | 2012 | 2011 | 2010 | 2009 | 2008 | 2007 | 2006 | 2005 | 2004 | 2003 | 2002 | 2001 | 2000 | Títulos |
| ---------------------- | ---- | ---- | ---- | ---- | ---- | ---- | ---- | ---- | ---- | ---- | ---- | ---- | ---- | ---- | ---- | ------- |
| Australian Open        | 1r   | 1r   | 1r   | 2r   | -    | 2r   | 1r   | 2r   | 2r   | -    | -    | -    | -    | -    | -    | 0       |
| Roland Garros          | 1r   | 1r   | 2r   | 1r   | -    | 3r   | -    | 1r   | 1r   | 3r   | -    | -    | 2r   | -    | -    | 0       |
| Wimbledon              | 2r   | 1r   | 2r   | 2r   | -    | 1r   | -    | 1r   | 1r   | -    | -    | -    | -    | -    | -    | 0       |
| US Open                |      | 1r   | 2r   | -    | 3r   | 1r   | 1r   | 2r   | 1r   | 1r   | -    | -    | -    | 1r   | 1r   | 0       |
| WTA Tour Championships |      | -    | -    | -    | -    | -    | -    | -    | -    | -    | -    | -    | -    | -    | -    | 0       |

### Dobles (6)
| Leyenda: Antes de 2009     | Leyenda: A partir de 2009 |
| -------------------------- | ------------------------- |
| Grand Slam (0)             |                           |
| Juegos Olímpicos (0)       |                           |
| WTA Tour Championships (0) |                           |
| Tier I (0)                 | Premier Mandatory (0)     |
| Tier II (0)                | Premier 5 (0)             |
| Tier III (1)               | Premier (0)               |
| Tier IV & V (2)            | International (3)         |

| N.º | Fecha                 | Torneo    | Superficie        | Pareja              | Oponentes en la final                | Resultado    |
| --- | --------------------- | --------- | ----------------- | ------------------- | ------------------------------------ | ------------ |
| 1.  | 24 de febrero de 2007 | Bogotá    | Tierra batida     | Paola Suárez        | Flavia Pennetta Roberta Vinci        | 1-6 6-3 11-9 |
| 2.  | 3 de marzo de 2007    | Acapulco  | Tierra batida     | Arantxa Parra       | Emilie Loit Nicole Pratt             | 6-3 6-3      |
| 3.  | 14 de junio de 2008   | Barcelona | Tierra batida     | Arantxa Parra       | Nuria Llagostera María José Martínez | 4-6 7-5 10-4 |
| 4.  | 9 de julio de 2011    | Bastad    | Tierra batida     | María José Martínez | Nuria Llagostera Arantxa Parra       | 6-3 6-3      |
| 5.  | 3 de marzo de 2013    | Acapulco  | Tierra batida     | Arantxa Parra       | Catalina Castaño Mariana Duque       | 6-4 7-6 (1)  |
| 6.  | 14 de abril de 2013   | Katowice  | Tierra batida (i) | Lara Arruabarrena   | Ioana Raluca Olaru Valeria Solovyeva | 6-4 7-5      |

### Finalista en dobles (7)
- 2005: Rabat (junto a Nuria Llagostera pierden ante Emilie Loit y Barbora Strycova).
- 2005: Budapest (junto a Marta Marrero pierden ante Emilie Loit y Katarina Srebotnik).
- 2007: Estoril (junto a Arantxa Parra pierden ante Andreea Ehritt-Vanc y Anastasia Rodionova).
- 2007: Barcelona (junto a Flavia Pennetta pierden ante Nuria Llagostera y Arantxa Parra).
- 2009: Acapulco (junto a Arantxa Parra pierden ante Nuria Llagostera y María José Martínez).
- 2011: Acapulco (junto a Arantxa Parra pierden ante Mariya Koryttseva y Ioana Olaru).
- 2012: Acapulco (junto a Arantxa Parra pierden ante Sara Errani y Roberta Vinci).

### Títulos ITF Women’s Circuit (17)
- 1998: Mallorca-1, Santander, Bruselas-2 y Fano.
- 1999: Tortosa y Mont-de-Marsan.
- 2000: Módena y Gerona.
- 2004: Roma-2.
- 2005: Rímini y Sant Cugat del Vallés.
- 2008: Atenas-2.
- 2010: Roma-1.
- 2012: Marsella.
- 2015: Curitiba, Montpellier y Tampico

### Finales ITF Women’s Circuit (11)
- 1997: Pontevedra y Zaragoza.
- 1998: Koksijde.
- 1999: Gecho.
- 2000: Orbetello.
- 2003: Pontevedra.
- 2004: Jounieh.
- 2005: Jounieh y Oporto.
- 2008: Jounieh y Rímini.

## Mejores resultados
1997
Finalista de los torneos ITF de Pontevedra y Zaragoza. Campeona de la Orange Bowl Sub-16 y de Europa Cadete. Integra el equipo español junior Subcampeón del mundo, trofeo “ITF Connolly Continental Cup”. Elegida como mejor jugadora Cadete de Europa por la European Tennis Association.
1998
Gana su primer torneo del ITF Women’s Circuit en Mallorca-1. Finalista del torneo ITF de Koksijde. Subcampeona Sub-18 de la Orange Bowl. Semifinalista del Campeonato de Europa Junior. Subcampeona del mundo por Equipos Junior “Connolly Continental Cup” con España.
1999
Campeona de los torneos ITF de Tortosa y Mont-de Marsan. Se convierte en la primera jugadora española Campeona Junior de Roland Garros. Finalista del torneo ITF de Getxo. Semifinalista Junior de la Orange Bowl. Campeona de Europa por equipos de club con el RCT Barcelona-1899. Campeona de Europa Junior por equipos "Copa de la Reina/Soisbault", con España. Subcampeona del Mundo Junior por equipos "Continental Cup", con España.
2000
Campeona de los torneos ITF de Gerona y Módena. Finalista del torneo ITF de Orbetello. Debuta en el circuito WTA Tour alcanzando la primera ronda en el torneo de Madrid, tras superar la fase previa. Primera ronda en las previas de Bogotá y Sao Paulo.
2001
Cuartofinalista en el torneo ITF de Rimini. Medalla de bronce en los Juegos del Mediterráneo de Túnez. Segunda ronda en los torneos ITF de Gelos y Verona. Segunda ronda en las fases previas de Acapulco y Estoril. Medalla de Plata en los Juegos del Mediterráneo Túnez en Dobles (/M.J. Martínez).
2002
Semifinalista en los torneos ITF de Monterrey y Mallorca-4. Semifinalista en el Campeonato Absoluto de Cataluña. Cuartofinalista en Oporto, procediendo de la fase previa. Cuartofinalista en los torneos ITF de Juárez, Bromma y Lenzerheide. Segunda ronda en Bogotá y Oporto, tras superar la fase previa. Tercera ronda en la fase previa de Roland Garros.
2003
Finalista en el torneo ITF de Pontevedra. Subcampeona Absoluta de España Cuartofinalista en el torneo ITF de Gran Canaria, Atenas y Perigueux, procediendo de la fase previa en los dos últimos, Jounieh y Barcelona.
2004
Campeona del torneo ITF de Roma Lanciani.
Finalista en el torneo ITF de Jounieh.
Semifinalista en los torneos ITF de Elda, Coatzacoalcos y Perigueux.
Cuartofinalista en los torneos ITF de Mallorca-1, Caserta, Mont-de-Marsan y Sevilla.
Segunda ronda en el torneo WTA Tour de Bogotá.
2005
Campeona del torneo ITF de Rimini (Ita).
Disputa su primera final WTA Tour en Bogotá, después de superar la fase previa.
Finalista de los torneos de Jounieh (Lib) y Porto (Por).
Semifinalista en los torneos ITF de Rocafort en Valencia, Martina Franca (Ita) y Barcelona.
Cuartofinalista en el torneo WTA Tour de Rabat y en el ITF de Poza Rica (Mex).
Finalista de Dobles en Rabat (/N.Llagostera) y Budapest (/M.Marrero). 
2006
Campeona en Bogotá (Col).
Finalista en Budapest (Hun).
2008
Finalista en Jounieh (Lib).
Finalista en Rímini (Ita).
Campeona en Atenas (Gre).
2010
Campeona en Roma - Tiro A Volo ITF (Ita).
2011
Campeona en Bogotá (Col).
2012
Campeona en el Torneo ITF (100.000 $) de Marsella (Fra).

## Evolución en el ranking WTA (individuales)
| Año  | Puesto final | Puesto más alto | Puesto más bajo |
| ---- | ------------ | --------------- | --------------- |
| 1997 | 406º         | 406º            | 666º            |
| 1998 | 247º         | 237º            | 455º            |
| 1999 | 192º         | 180º            | 277º            |
| 2000 | 141º         | 138º            | 223º            |
| 2001 | 377º         | 141º            | 377º            |
| 2002 | 420º         | 157º            | 423º            |
| 2003 | 303º         | 294º            | 727º            |
| 2004 | 209º         | 209º            | 318º            |
| 2005 | 77º          | 74º             | 209º            |
| 2006 | 52º          | 40º             | 89º             |
| 2007 | 72º          | 51º             | 75º             |
| 2008 | 90º          | 71º             | 122º            |
| 2009 | 137º         | 74º             | 138º            |
| 2010 | 85º          | 85º             | 104º            |
| 2011 | 79º          | 42º             | 85º             |
| 2012 | 48º          |                 |                 |